# (6957) 1988 HA
A (6957) 1988 HA a Naprendszer kisbolygóövében található aszteroida. Ueda Szeidzsi és Kaneda Hirosi fedezte fel 1988. április 16-án.